# Mary Proctor
Mary Proctor (1862 – 11. září 1957) byla americká popularizátorka astronomie. Ačkoli nebyla profesionální astronomkou, proslavila se svými knihami a články psanými pro veřejnost – zejména beletrií pro děti. Navzdory různým tvrzením, že byla Američankou, existuje seznam cestujících z doby kolem roku 1924, kde uvádí národnost britskou.

## Mládí
Mary Proctor se narodila v irském Dublinu jako dcera Mary a Richarda Proctorových. Matka zemřela v roce 1879. Otec se v roce 1881 znovu oženil a rodina se v roce 1882 přestěhovala do Spojených států a usadila se v Saint Joseph ve státě Missouri.
Proctorové otec byl britský popularizátor astronomie, učitel a spisovatel. Když Proctor vyrůstala, často svému otci v jeho práci pomáhala, starala se o jeho knihovnu a opravovala předtisky jeho knih před jejich vydáním. V roce 1898 absolvovala londýnskou College of Preceptors.
Kráter Proctor na Měsíci byl pojmenován po ní a Proctor na Marsu po jejím otci.

## Kariéra
V roce 1881 pomáhala svému otci založit a vydávat časopis Knowledge. Napsala řadu článků na téma komparativní mytologie. Po úspěšném vystoupení na Světové výstavě v roce 1893 si nakonec vybudovala kariéru jako přednášející astronomie. Její knižní prvotina Stories of Starland (1898) byla přijata newyorskou školskou radou. Během studia na Kolumbijské univerzitě působila jako učitelka astronomie na soukromých školách.

## Dílo
Proctor byla autorkou mnoha novinových a časopisových článků a vydala řadu populárně naučných knih. Její články a knihy byly většinou určeny mladým čtenářům, což jí vyneslo přezdívku astronomka dětí. Její knihy byly čtivé, přesné, informativní a dobře ilustrované. Proctor, kterou znalo a respektovalo mnoho profesionálních astronomů, se v roce 1897 stala volenou členkou Britské astronomické společnosti a v roce 1898 Americké společnosti pro rozvoj vědy. Dne 11. února 1916 byla zvolena členkou Královské astronomické společnosti.